# Imunoterapia
A imunoterapia é um ramo da terapia que cuida do tratamento e imunoprofilaxia de doenças infecciosas, alérgicas,  parasitarias e cancerígenas . Usando como meio recursos imunológicos.
Experiências com multiplicação de linfócitos ativados, retirados da biópsia e cultivados,  tem tido sucesso em bom percentual de casos de câncer.  Esta abordagem explora o fato de que as células cancerígenas frequentemente possuem moléculas em sua superfície que podem ser detectadas pelo sistema imunológico, conhecidas como  antígenos tumorais. Uma grande quantidade de cânceres humanos tem antígenos incluindo linfoma de Burkitt, neuroblastoma, melanoma maligno, osteossarcoma, carcinoma de células renais, cancro de mama, câncer de próstata, cânceres pulmonares e câncer de cólon.  Muitas vezes são proteínas ou outras macromoléculas (por exemplo, carboidratos). As imunoterapias podem ser categorizadas como ativas, passivas ou híbridas (ativa e passiva). A imunoterapia ativa direciona o sistema imunológico para atacar as células tumorais, visando os TAAs (Tumor Associated Antigens) ou mesmo antígenos específicos de tumores TSAs (Tumor Specific Antigens). As imunoterapias passivas melhoram as respostas antitumorais existentes e incluem o uso de anticorpos monoclonais, linfócitos e citocinas .
Entre elas, várias terapias com anticorpos são aprovadas em várias jurisdições para tratar uma ampla gama de cânceres. Anticorpos são proteínas produzidas pelo sistema imunológico que se ligam a um antígeno alvo na superfície celular. O sistema imunológico normalmente os usa para combater patógenos . Cada anticorpo é específico para uma ou algumas proteínas. Aqueles que se ligam a antígenos tumorais tratam o câncer. Os receptores de superfície celular são alvos comuns para terapias de anticorpos e incluem CD20 , CD274 e CD279. Uma vez ligado a um antígeno de câncer, os anticorpos podem induzir citotoxicidade mediada por células dependente de anticorpos, ativar o sistema complemento ou impedir que um receptor interaja com o seu ligando , o que pode levar à morte celular. Anticorpos aprovados incluem alemtuzumab , ipilimumab , nivolumab , ofatumumabe e rituximab. Algumas drogas tem sido administradas com a finalidade da célula cancerosa ser percebida pelo sistema de defesa.

## Visão geral da resposta imune
O sistema imune celular e humoral envolvem respectivamente os linfócitos e anticorpos dentre outros elementos. Os linfócitos T auxiliares, células T citotóxicas, células T reguladoras, células B, células natural killer e células apresentadoras de antígenos (APC, antigens presenting cell)  são múltiplos componentes de respostas celular que comunicam-se entre si via interação célula-célula mediada por diversas moléculas de adesão e receptores existente na superfície celular e compostos bioquímico secretados (proteínas) denominados citocinas.
Os antígenos são capazes de gerar uma resposta imunológica eficiente no combate as células tumorais (produtos de oncogenese ou supressores de tumores). No processo de transformação celular, as células passam a expressar, de maneira desregulada, proteínas envolvidas no ciclo celular, como por exemplo Ras, BCR-ABL e p53. Os linfócitos T CD+ são capazes de reconhecer estes antígenos nas superfícies das células tumorais e desenvolver uma resposta citotóxica contra estas células.

## Imunoterapia: métodos e aplicação no câncer
Essa nova classe de tratamento representa uma alternativa aos pacientes com câncer nos quais as terapias convencionais não alcançaram respostas satisfatórias. O mecanismo de ação do método imunoterápico, basicamente, tem como premissa melhorar e capacitar o sistema imunológico do próprio paciente para que ele reconheça e combata as células do tumor, tornando-o hábil para driblar as barreiras imunossupressoras criadas pelas células cancerígenas

### Inibidores de checkpoint
Com o entendimento de que as neoplasias malignas podem  usurpar  as  vias  de checkpoint imunológico,  a partir de agentes como a proteína 4 associada a linfócitos T  citotóxicos  (CTLA-4)  e  a  proteína  de  morte  celular programada 1 (PD-1), o bloqueio do ponto de checagem imune foi desenvolvido como um tratamento terapêutico. Essa estratégia tem se mostrado eficaz em muitos tumores sólidos,  como  melanoma,  câncer  de  pulmão,  câncer  de células renais e câncer urotelial

### Terapia com vacinas
O objetivo é apresentar antígenos tumor-associados no contexto das moléculas coestimulatórias apropriadas, de forma a se conseguir obstruir os mecanismos de evasão tumoral que costumam conduzir à tolerância (um estado de paralisia imunológica). As abordagens para imunização de um hospedeiro portador de tumor utilizando antígenos associados a tumores varia da vacinação com células tumorais intactas à administração de vacinas contendo peptídeo imunogênico selecionado com ou sem imunoadjuvantes. As investigações em curso também estão avaliando a terapia com vacinas combinada à inibição ou remoção das células Treg.
Vacinação com células tumorais não modificadas intactas. Mesmo utilizando compostos adjuvantes, a vacinação com células tumorais não modificadas intactas geralmente é ineficaz para desencadear uma resposta imune clinicamente relevante. Se as células tumorais escapam do reconhecimento imune in situ, é possível que a imunização com células oriundas do tumor apresente as mesmas limitações.
Vacinação com células tumorais geneticamente modificadas. Nesta estratégia, células tumorais derivadas do hospedeiro são transfectadas com genes codificadores de MHC alogênico, moléculas coestimulatórias (p. ex., B7) ou citocinas imunomoduladoras. Estas células tumorais geneticamente modificadas portadoras de MHC ou de moléculas coestimulatórias compensam a ausência dessas moléculas in vivo. A transfecção de células tumorais com genes codificadores de citocinas imunomoduladoras pode resultar na liberação destes fatores solúveis (p. ex., fator estimulador de colônias de granulócitos-macrófagos [GM-CSF, granulocyte-macrophage colony stimulating factor], IL-4 e IL-2), os quais recrutam precursores de CD ou células T auxiliares para o interior dos sítios de vacinação, com o intuito de facilitar o reconhecimento imune do antígeno tumoral e a subsequente geração de uma resposta efetora de linfócitos T citotóxicos (CTL). Em vez da embaraçosa técnica de transferência de células tumorais autólogas in vitro, uma abordagem mais prática consiste em misturar células tumorais autólogas a células bystander (“expectadoras”) ou a microesferas de biopolímero contendo citocinas, ou, ainda, em utilizar injeção intratumoral in situ de material genético. Uma abordagem alternativa consiste em empregar como fonte de vacina antitumoral linhagens de células tumorais geneticamente transduzidas (alogênicas) padronizadas, as quais exibem antígenos amplamente expressos como fonte de vacina para tumor.
Vacinação com peptídeos ou antígenos tumorais. A meta desta estratégia consiste em imunizar pacientes com antígenos tumorais ou com os peptídeos imunodominantes derivados destes antígenos. Um exemplo é imunização direta utilizando peptídeo derivado do antígeno MART-1, como forma de provocar uma resposta imune em pacientes com melanoma. Foram criados vários peptídeos classe I (HLA-A2)-restritos e altamente imunogênicos de MART-1 e gp100. Em um estudo clínico, 42 pacientes com melanoma metastático foram vacinados com um peptídeo sintético derivado da gp100. Destes, 11 pacientes que receberam peptídeo derivado de gp100 sem IL-2 não apresentaram respostas objetivas, mas 13 dos 31 restantes (42%) que receberam o peptídeo acrescido de IL-2 sistêmica apresentaram colapso tumoral clinicamente significativo.
Além da abordagem de peptídeo único, as estratégias à base de vacinação também envolvem o uso simultâneo de múltiplos peptídeos. Um estudo que empregou uma mistura de 4 peptídeos de gp100 e tirosinase, bem como terapia adjuvante de GM-CSF, descreveu a ocorrência de respostas imunológicas e efeitos antitumorais clínicos em pacientes com melanoma avançado.
Os resultados dessas investigações iniciais são consistentes com o conceito de que as vacinas contendo peptídeos utilizadas no tratamento do câncer devem ser combinadas a terapias adjuvantes para intensificar as respostas imunológicas e clínicas.
Vacinas contendo bactéria ou vírus recombinante. Outra estratégia empregada para estimular uma resposta imune contra um antígeno tumoral específico consiste na aplicação de vacinas contendo bactéria ou vírus recombinante. Nesta abordagem, o genoma viral ou bacteriano é modificado para incluir um gene codificador de um antígeno tumoral relevante, acompanhado ou não de genes codificadores de moléculas coestimulatórias (p. ex., B7). Os agentes bacterianos ou virais recombinantes, então, atuam como vetores dotados de capacidade de infectar APC ou células tumorais. Esta estratégia também proporciona a vantagem de um efeito adjuvante natural e da imunogenicidade intrínseca aos vírus e bactérias.

## Impactos da imunoterapia no século XXI
Os conceitos inovadores da imunoterapia irão transformar a medicina e a vida das pessoas com um impacto muito maior do que teve a revolução dos antibióticos no século XX. Quase não há área da medicina moderna que não possa dispensar os conhecimentos da imunologia
A imunoterapia é um campo de tratamento para o câncer em desenvolvimento exponencial. O conhecimento do potencial do sistema imune contra células cancerígenas não  é  recente,  contudo  a  aplicação  das  abordagens imunoterapeuticas ganhou força recentemente. Cada vez mais  estudos  estão  sendo  realizados  para  desvendar  e manipular  os  mecanismos  imunológicos  envolvidos  no combate  a  essa  doença,  impulsionados  pelo  advento  de novas  tecnologias. Hoje, a imunoterapia  já  é  vista  como um dos tratamentos mais notáveis no combate a cânceres hematológicos.  Além  disso,  essas  terapias  têm  ganhado espaço dentro do tratamento dos cânceres sólidos.
Embora muitas abordagens imunoterápicas sejam experimentais e sua aplicação abrangente ainda se apresente incerta,  os  resultados  obtidos  pelos  estudos  clínicos demonstram  uma  animadora  perspectiva  ao  redor  desse novo horizonte no combate ao câncer.